# Phare de Mehikoorma
Le phare de Mehikoorma (en estonien : Mehikoorma tuletorn) est un phare situé dans le village de Jabara de la commune de Meeksi du Comté de Tartu, en Estonie, sur la partie sud du Lac Peïpous.
Il est géré par l'Administration maritime estonienne ,.

## Histoire
Un premier phare en bois avait été construit en 1906 avec une lumière clignotante. Le phare en bois a été remplacé par un phare béton armé en 1938, avec un diamètre de 3 mètres, et alimenté au moyen de l'énergie de l'acétylène. En 1943, en conformité avec les cartes de navigation, le feu devint rouge et blanc, selon secteurs.

## Description
Le phare est une tour cylindrique blanche de 15 mètres de haut, avec galerie et lanterne. Il émet, à une hauteur focale de 20 mètres, un  éclat blanc toutes les 4 secondes. Sa portée nominale est de 10 milles nautiques (environ 19 km).
Il est situé sur un promontoire, au passage le plus étroit entre le Lac Pihkva järv et le Lac Lämmijärv, à environ 3 km à l'est de Meeksi.
Identifiant : ARLHS : EST-033 ; EVA-P20 .

## Caractéristique duFeu maritime
Fréquence : 4 secondes (W)
- Lumière : 0.8 seconde
- Obscurité : 3.2 secondes

|          |
| Le phare |

|             |
| Lac Peipous |

### Lien connexe
- Liste des phares d'Estonie